# إلكترون غير متمركز
في الكيمياء الإلكترونات غير المتمركزة هي إلكترونات في جزيء ما. ولا تنتمي إلى ذرة وحيدة أو إلى رابطة تساهمية. الإلكترونات غير المتمركزة هي جزء من نظام الإلكترونات باي التي تمتد لعديد من الذرات. ويمكن ملاحظة الإلكترونات غير المتمركزة في الأنظمة المترافقة للروابط الثنائية والأنظمة الأروماتية.
في البنزين وهو من الحلقات الأروماتية البسيطة عدم تمركز 6 إلكترونات باي حول الحلقة يتم التعبير عنه بواسطة دائرة في منتصف الحلقة.
وأيضاً, يمكن رسم أنواع البناء الميزوميري داخل أقواس مربعة مفصولة بسهم ذو إتجاهين. ويتم استخدام هذه الطريقة للمركبات الأروماتية المتعددة الحلقات.
وهناك مثال أخر للإلكترونات غير المتمركزة, في حمض الكربوكسيليك. عند وضعه في محلول مائي, تحرر مجموعة الكحول كاتيون هيدروجين وتظل الإلكترونات غير متمركزة بين ذرتي الأكسجين.
وللإلكترونات غير المتمركزة أهمية كبيرة لعديد من الأسباب. أحدها, توقع إتجاه تفاعل كيميائي بطريقة معينة يمكن أن لا يحدث, نظرا لأن الإلكترونات عند تمركزها ستؤدى لسير التفاعل في إتجاه معين قد يكون غير المتوقع.
ومثال لذلك محاولة ضم 1-كلورو-2-ميثيل-بروبان إلى حلقة البنزين, ولكن كيمياء الكاتيون الكربوني ينتج مجموعة تيرت-بيوتيل.
كما أن الإلكترونات غير المتمركزة تتواجد أيضا في الفلزات. فإن البناء الفلزي يتكون من صفوف من الأيونات (كاتيونات) في «بحر» من الإلكترونات غير المتمركزة. وهذا يعنى أن الإلكترونات تكون حرة في الحركة خلال البناء الفلزي, وهذا يؤدى لتحسن خوال معينة مثل التوصيل.